# Citrix Systems

Logotyp.

Citrix Systems är ett amerikanskt mjukvaruföretag som säljer hårdvara, mjukvara och service med specialisering mot applikationsleverans och nätverksoptimering. Citrix är baserat i Fort Lauderdale i Florida, i Miamis storstadsområde. Dotterbolag finns i Kalifornien och Massachusetts och ytterligare utvecklingscentran finns i Australien, Indien och Storbritannien
Företaget grundades 1989 och förknippas ofta med tunna klienter då huvudprodukten XenApp (tidigare Presentation Server, MetaFrame, WinFrame) används för leverera säkra och bandbreddsoptimerade applikationer från en Windows Terminal Server.
Citrix har fyra huvudprodukter varav tre kategoriseras under Virtualiseringsprodukter och den fjärde under nät och säkerhet. 
- XenApp för applikationsvirtualisering och fjärråtkomst
- XenServer för servervirtualisering.
- XenDesktop för desktopvirtualisering.
- Nätverk och säkerhetsprodukter går under produktnamn NetScaler för internetbaserade lösningar och WANscaler för wanoptimering.

XenServer (Motsvarar VMware ESX och Microsoft Hyper-V) för servervirtualisering är numera en kostnadsfri produkt som hämtas ner på www.citrix.com/xenserver

## Historia
Citrix grundades 1989 av den före detta IBM-utvecklaren Ed Iacobucci i Richardson, Texas, med tre miljoner dollar i finansiering. Iacobucci flyttade snabbt företaget till Coral Springs, Florida, där han bott när han arbetade på IBM. Citrix hette ursprungligen Citrus men bytte namn efter att ett befintligt företag hävdade varumärkesrättigheterna för Citrus. Citrix är en sammanslagning av namnen Citrus och UNIX. Många av Citrix ursprungliga grundare hade varit delaktiga i IBM:s OS/2-projekt. Iacobuccis vision var att bygga OS/2 med stöd för många användare. IBM var dock inte intresserade av idén varpå Iacobucci lämnade företaget. Han erbjöds då jobb på Microsoft som teknisk chef för företagets nätverksgrupp, men tackade nej för att starta ett eget företag.
Företagets första produkt var Citrix MULTIUSER, som byggde på OS/2. Citrix licensierade OS/2 källkod från Microsoft, och gick på så vis förbi IBM. Citrix hoppades kunna överta en del av UNIX-marknaden genom att göra det enkelt att införa textbaserade OS/2-applikationer. De misslyckades dock med att hitta en marknad för produkten. Detta berodde delvis på att Microsoft 1991 förklarade att man inte skulle stödja OS/2 längre.
1990 utsågs Roger Roberts till VD för Citrix. Roberts, som var Texasbo, kom från Texas Instruments. 
Från 1989 till 1995 visade företaget ingen vinst. 1989 och 1990 fanns det inga intäkter alls i företaget. Mellan 1991 och 1993 fick Citrix finansiering från både Intel och Microsoft samt från riskkapitalister. Utan denna finansiering skulle Citrix inte överlevt. 1993 köpte Citrix produkten "Netware Access Server" från Novell. Det var en applikation för fjärråtkomst byggd på DOS och Quarterdeck Expanded Memory Manager. Produkten tillhandahöll skrivbord och applikationer från en server till flera användare på ett liknande sätt som terminalservrar fortfarande gör. Citrix vidareutvecklade produkten ytterligare och lanserade den som WinView. Det blev Citrix första framgångsrika produkt.
Bolaget börsnoterades i december 1995.

## Förvärv
- I september 1997 förvärvade Citrix DataPac
- I januari 1998 köpte Citrix produkten NTrigue från Insignia
- I juni 1998 förvärvade Citrix APM
- I juli 1998 förvärvade Citrix VDOnet
- I juli 1999 förvärvade Citrix ViewSoft
- I februari 2000 förvärvade Citrix Innovex-koncernen
- I mars 2001 förvärvade Citrix Sequoia Software Corporation
- I december 2003 köpte Citrix Expertcity, av Expertcity skapade Citrix sin division Citrix Online.
- I november 2004 köpte Citrix net6
- I juni 2005 förvärvade Citrix NetScaler
- I november 2005 köpte Citrix Teros
- I maj 2006 förvärvade Citrix Reflectent
- I augusti 2006 köpte Citrix Orbital Data
- I december 2006 meddelade Citrix ett avtal om att köpa Ardence Inc.
- I februari 2007 förvärvade Citrix Aurema
- I september 2007 förvärvade Citrix QuickTree
- I oktober 2007 förvärvade Citrix XenSource
- I maj 2008 förvärvade Citrix produkten sepagoProfile från sepago
- I november 2008 förvärvade Citrix Vapps
- I augusti 2010 förvärvade Citrix VMLogix Inc.
- I februari 2011 slutförs Citrix förvärv av Netviewer
- I februari 2011 förvärvar Citrix EMS-Cortex
- I juni 2011 förvärvar Citrix Kaviza (VDI-in-a-Box)
- I juli 2011 förvärvar Citrix Cloud.com
- I augusti 2011 förvärvar Citrix RingCube
- I oktober 2011 förvärvar Citrix ShareFile
- I oktober 2011 förvärvar Citrix App-DNA
- I april 2012 förvärvar Citrix Podio
- I maj 2012 förvärvar Citrix Virtual Computer
- I juni 2012 förvärvar Citrix Bytemobile
- I september 2012 förvärvar Citrix Beetil
- I december 2012 förvärvar Citrix Zenprise
- I december 2013 förvärvar Citrix Skytide
- I januari 2014 förvärvar Citrix Framehawk

## Samarbetet med Microsoft
Samarbetet mellan Citrix och Microsoft bygger på en 20-årig allians, som inleddes 1989 när Citrix licensierat OS/2-källkod från Microsoft. 
Citrix fick tillgång till en licens för källkoden till Microsofts Windows NT 3.51. Under 1995 levererade Citrix en version av Windows NT, som kallas WinFrame, och som med fjärråtkomst kunde användas av många användare samtidigt. Denna produkt var inriktat på behov som många större företag har. 
Under utvecklingen av WinFrame för Windows NT 4, beslutade Microsoft att företaget inte ville licensiera källkoden för Windows NT 4 till Citrix. Inte bara det, Microsoft hotade med att bygga sin egen version av WinFrame. Citrix och Microsoft tog upp förhandlingar om hur man bäst kunde lösa detta dilemma. Till slut enades Microsoft och Citrix om att Citrix skulle få licensiera Windows NT Server 4.0, vilket resulterade i Windows Terminal Server Edition. Citrix gick med på att inte leverera en konkurrerande produkt men behöll rätten att sälja en vidareutveckling av Microsofts produkter, inledningsvis under namnet MetaFrame. Detta förhållande fortsatte med Windows 2000 Server och Windows Server 2003, då Citrix tillhandahöll dessa som Metaframe XP och Presentation Server. Den 11 februari 2008 ändrade Citrix namn på produktlinjen Presentation Server till XenApp. 
Den grundläggande teknologin som Microsoft inte köpte var ICA-protokollet. Microsofts RDP-protokoll (T.share) härstammar från NetMeeting som har sitt ursprung i en överenskommelse med PictureTel (numera känt som Polycom).
I januari 2008 meddelade Citrix att alliansen med Microsoft utökas för att leverera en serie av virtualiseringslösningar som hanterar både desktop- och servervirtualisering och samtidigt säkra en hög grad av samverkan mellan Citrix och Microsofts produkter.
I februari 2009 utökade Citrix sitt samarbete med Microsoft inom servervirtualisering genom "Project Encore". Citrix lanserade då en ny produkt, Citrix Essentials, som erbjuder avancerad hantering av Microsoft Windows Server 2008 Hyper-V. Gemensamma aktiviteter inom marknadsföring, utbildning och kanalbearbetning genomfördes också med Microsoft.
I juli 2009 meddelade Citrix och Microsoft gemensamma planer för att förenkla arbetet med desktops genom att utöka samarbetet inom desktopvirtualisering.
I dessa planer ingår: Teknisk integration så att företagens IT-organisationer ska kunna hantera både distribuerade och centralt placerade applikationer med Citrix XenApp och Microsoft System Center Configuration Manager. Utökning av XenApp-stöd för Microsoft Application Virtualization (App-V) för att möjliggöra leverans genom självbetjäning för alla tillämpningar på enheter som använder Citrix Receiver och Citrix Dazzle. Djupare integration av Citrix XenDesktop med nya Microsoft VDI Suite-licenser för att förstärka företagens gemensamma Virtual Desktop Infrastructure (VDI)-lösning. 

## Filantropisk verksamhet
Citrix deltar i ett donationsprogram som fokuserar på utbildning, ekonomisk utveckling och tekniska framsteg.
I samarbete med amerikanska staden Fort Lauderdale, Florida, och Sister Cities International, lanserade Citrix prototypen Cyber Sister Cities (CSC) program, med Agogo i Ghana.